# 費爾特聖米克洛什
費爾特聖米克洛什是匈牙利的城鎮，位於該國西北部，距離與奧地利接壤的邊境，由傑爾-莫雄-肖普朗州負責管轄，面積39.39平方公里，2011年人口3,850，其中約九成居民信奉天主教。

## 友好城市
- 德国普莱德尔斯海姆 1994年
- 斯洛伐克利奧波多夫 2003年

## 外部連結
- Street map （页面存档备份，存于） （匈牙利文）